# Chokkejnyj Klub Dinamo Moskva
Il Chokkejnyj Klub Dinamo Moskva (in russo Хоккейный клуб «Динамо» Москва?), noto anche come Dinamo Mosca è una squadra di hockey su ghiaccio russa che milita nella Kontinental Hockey League. Nata nel 1946 fu rifondata nel 2010 dopo la fusione con l'HK MVD. Fa parte della polisportiva Dinamo Mosca (in russo Динамо Москва?).

## Storia
Nel suo palmarès vanta nove titoli nazionali, di cui quattro sovietici, tre della CSI e due nella Superliga russa, e diciannove secondi posti, oltre a tre coppe sovietiche. A livello europeo ha vinto una IIHF European Champions Cup ed ha raggiunto per tre volte la finale della Coppa dei campioni ed altrettante quella della European Hockey League, senza tuttavia vincere mai nessuno dei due trofei. Vanta un secondo posto anche in Continental Cup.
Nel 2008, venticinque anni dopo l'ultima partecipazione e vittoria, vinse la 82ª edizione della Coppa Spengler, battendo il Team Canada per 5 reti a 3.
Il titolo nazionale del 1953-54 è divenuto celebre perché a difendere la porta della Dinamo Mosca c'era un ancora sconosciuto Lev Jašin, che dalla stagione successiva passò dalla squadra di hockey a quella di calcio (Dinamo Mosca), divenendo in seguito, secondo una speciale classifica dell'IFFHS, il miglior portiere di calcio del XX secolo.
Al termine della stagione 2009-2010 dopo 64 stagioni di attività la Dinamo Mosca si è sciolta. Dopo voci di chiusura della squadra arrivò l'annuncio della fusione della Dinamo con l'HK MVD per formare l'Ob"edinënnyj Chokkejnyj Klub Dinamo.
A seguito della fusione si pensò di ospitare gli incontri casalinghi della squadra nella Balašicha Arena, palazzetto dell'HK MVD, oppure nella Megasport Arena; tuttavia in'ultima analisi i proprietari della squadra decisero di restare nel palazzetto dell'HK Dinamo Mosca, la Lužniki Arena. Con la nascita della prima squadra nacquero anche le formazioni affiliate nelle serie minori, la Dinamo Tver', militante in VHL e gli Sherif Tver', squadra della MHL.
All'inizio della stagione 2010-11 il club conquistò il suo primo trofeo, la Kubok Lokomotiva, contro i campioni in carica della KHL dell'Ak Bars Kazan'. Alla fine della stagione regolare l'OHK si classificò al secondo posto nella Conference occidentale, prima di essere eliminato nel secondo turno dei play-off contro la Dinamo Riga.
Nella stagione 2011-12 l'OHK Dinamo concluse la stagione regolare in terza posizione, conquistando la finale di Gagarin Cup alle spese dello SKA S. Pietroburgo. Inizialmente sotto 3-1 nella serie finale la formazione moscovita riuscì a ribaltare il risultato trionfando in Gara 7 contro l'Avangard Omsk.
Nel 2012 si decise di adottare nuovamente il vecchio nome togliendo dalla dicitura ufficiale il termine "Ob"edinënnyj". All'avvio della stagione 2012-13 la Dinamo conquistò per la seconda volta la Kubok Lokomotiva regolando i finalisti dell'anno precedente per 3-2 ai rigori. Al termine della stagione fu in grado di difendere il titolo ottenuto l'anno precedente sconfiggendo nelle finali della Coppa Gagarin il Traktor Čeljabinsk per 4-2.

## Palmarès

### Competizioni nazionali
- Campionato sovietico: 4

1946-1947, 1953-1954, 1989-1990, 1990-1991
- Campionato CSI: 3

1991-1992, 1992-1993, 1994-1995
- Superliga: 2

1999-2000, 2004-2005
- Coppa Gagarin: 2

2011-2012, 2012-2013
- Kubok Otkrytija: 3

2010, 2012, 2013
- Western Conference: 2

2011-2012, 2012-2013
- Divizion Bobrova: 1

2010-2011
- Divizion Tarasova: 1

2013-2014
- Coppa Kontinental: 1

2013-2014
- Coppa sovietica: 3

1953, 1972, 1976

### Competizioni internazionali
- IIHF European Champions Cup: 1

2006
- Coppa Spengler: 2

1983, 2008